# Rodion Luka
Rodion Mychajlovytj Luka (ukrainska: Родіон Михайлович Лука), född den 29 oktober 1972 i Vysjhorod, Ukrainska SSR, Sovjetunionen är en ukrainsk seglare.
Han tog OS-silver i 49er i samband med de olympiska seglingstävlingarna 2004 i Aten.